# Miko Tripalo
Ante Miko Tripalo (Sinj, 16. studenog 1926. – Zagreb, 11. prosinca 1995.), hrvatski političar i autor. 
Završio je Pravni fakultet. Sudjelovao je u Drugom svjetskom ratu. Dužnosnik je Saveza komunističke omladine Jugoslavije (SKOJ). Tajnik je Gradskoga komiteta SKH Zagreba (1962. – 1966.), Izvršnoga komiteta CK SKH (1966. – 1969.).
Od 1969. bio je član Izvršnog biroa Predsjedništva SKJ i Predsjedništva SFRJ. Jedan je od vođa Hrvatskog proljeća, zagovornik demokratizacije, te veće samostalnosti i ravnopravnosti republika. Nakon sjednice predsjedništva SKJ u Karađorđevu 1971. uklonjen je s položaja, isključen iz političkog života i umirovljen. Godine 1990. je jedan od vođa Koalicije narodnog sporazuma, te jedan od osnivača HNS-a. Od 1993. je saborski zastupnik, a jedan je od osnivača Hrvatskog helsinškog odbora za ljudska prava i predsjednik zaklade Otvoreno društvo - Hrvatska. Bio je jednim od značajnih članova stranke Akcije socijaldemokrata Hrvatske.

## Životopis
Miko Tripalo rodio se 16. studenog 1926. godine u uglednoj sinjskoj  obitelji. Kao gimnazijalac Tripalo je postao član SKOJ-a (1941.), a iste se godine i priključio antifašističkom pokretu. Kraj Drugog svjetskog rata dočekao je kao komesar u jednoj od postrojbi VIII dalmatinskog korpusa.
Studij prava započeo  je na Pravnom fakultetu u Zagrebu, a završio u Beogradu 1961 godine. 

## Političko djelovanje
Nakon rata bio je predsjednik CK Narodne omladine Hrvatske i CK Narodne omladine Jugoslavije te poslanik u Saveznom vijeću Narodne skupštine. Od 1962. bio je sekretar Gradskoga komiteta SKH Zagreba i član Izvršnoga komiteta CK SK Hrvatske, a zatim njegov sekretar od 1966. Od 1969. bio je član Izvršnoga biroa Predsjedništva SKJ, a 1970. imenovan je u komisiju za promjenu Ustava SFRJ.
Za predavača Ustavnoga prava na zagrebačkom Pravnom fakultetu izabran je u svibnju 1971. Sabor SRH imenovao ga je u srpnju 1971. hrvatskim članom novouspostavljenoga Predsjedništva SFRJ. Isticao je važnost uspostave i očuvanja ravnopravnosti nacija, upozoravao na opasnosti reakcionarnoga djelovanja unutar komunističke nomenklature te je poticao demokratizaciju politike.  Kao jedan od vođa Hrvatskoga proljeća, nakon sjednice Predsjedništva SKJ u Karađorđevu u prosincu 1971. morao je podnijeti ostavke na sve državne i partijske funkcije. Iz Saveza komunista bio je isključen 1972. te umirovljen.
Iznova se politički aktivirao početkom 1990. kada je, kao nestranačka osoba, ušao u Koaliciju narodnoga sporazuma smatrajući ju nastavljačem ideja Hrvatskoga proljeća. U listopadu 1990. sudjelovao je u osnivanju Hrvatske narodne stranke (HNS) i postao je član njezina Predsjedništva. Podržao je formiranje Vlade nacionalnoga jedinstva 1991. predvođene Hrvatskom demokratskom zajednicom (HDZ), no tijekom kasnijih godina bio je snažan kritičar HDZ-ova načina vladavine.
Zauzimao se za uspostavu demokratske, socijalne i pravne države, te slobodu misli i javne riječi. Bio je zastupnik u Zastupničkom domu Sabora 1992. – 1995., jedan od suosnivača Hrvatskoga helsinškog odbora 1993., a iste godine postao je i predsjednik zaklade Otvoreno društvo Hrvatska. 
U ljeto 1994. pokrenuo je  inicijativu za ujedinjenje socijaldemokratskih stranaka i skupina, iz koje je nastala Akcija socijaldemokrata Hrvatske.

## Naslijeđe
Kao jedan od vođa Hrvatskog proljeća Tripalo je, nakon sjednice u Karađorđevu 1971., uklonjen sa svih položaja, isključen iz političkog života i prisiljen na dugogodišnju šutnju. U vrijeme dugogodišnjega policijskog nadzora i zastrašivanja njegovo je ime postalo simbol otpora, a njegove ideje nadahnućem slobodoumnih ljudi.
2. srpnja 2003. godine u Zagrebu istaknuti hrvatski znanstvenici, članovi akademske zajednice i javni djelatnici utemeljili su Centar za demokraciju i pravo Miko Tripalo. Osnivači Centra Miko Tripalo smatrali su život i djelo Mike Tripala utjelovljenjem ideala demokracije, slobode, jednakosti i odgovornog sudjelovanja u upravljanju, kao i izrazom svojih vrijednosti i vizija Hrvatske. Centar Miko Tripalo je osnovan radi promicanja demokratskih ideja i  vrijednosti u Hrvatskoj, ostvarivanja vladavine prava, poticanja europeizacije hrvatskog društva i politike te pružanja potpore procesu ulaska Hrvatske u Europsku uniju. Cilj Centra i njegovih članova je potaknuti dijalog, podići svijest te predložiti i potaknuti promjene o važnim pitanjima.
Hrvatski Helsinški Odbor godišnje dodjeljuje nagradu "Miko Tripalo" za doprinos u zaštiti i promicanju ljudskih prava u Hrvatskoj, koje nadilazi profesionalne obveze i uobičajene standarde, 
Zoran Milanović je 2007. godine izjavio da je "... moj politički uzor Miko Tripalo, u tom je čovjeku utjelovljeno sve pozitivno i racionalno što je hrvatska politika dala."

## Djela
- "Učešće narodne omladine u izvršenju petogodišnjeg plana u poljoprivredi", Zagreb, Beograd: Novo pokoljenje, 1948.
- "Na tradicijama SKOJA", Zagreb: Mladost, 1953.
- "Narodna omladina danas", Beograd: Omladina, 1955.
- "Uloga i zadaci Saveza komunista u provođenju ekonomske politike i razvijanju socijalističkih društvenih odnosa", Zagreb: [s. n.], 1965.
- "Bez kompromisa u ostvarivanju samoupravnog socijalizma", Zagreb: Naprijed, 1969.
- Aktualna pitanja razvoja sistema samoupravljanja, Zagreb: Narodno sveučilište Medveščak, Centar za aktualni politički studij, 1970.
- "S poprišta", Zagreb: Centar za aktualni politički studij, 1971.
- "Hrvatsko proljeće", Zagreb: Globus, 1990.; Zagreb: Nakladni zavod Matice hrvatske, 2001.
- Hrvatska kakvu želim : socijaldemokratska alternativa, Rijeka: Rim-Utei i Vilaz, 1995.
- "Otvoreno društvo" (2017) - Knjiga je nastala iz rukopisa Tripalove ostavštine iz sedamdesetih godina prošlog stoljeća, kao bilješka na Popperovu knjigu Otvoreno društvo i njegovi neprijatelji. Tripalo je radio bilješke i komentare oko Popperovih viđenja otvorenog društva i kako se ono mora graditi nasuprot zatvorenom društvu.[7]

## Vanjske poveznice
- Miko Tripalo